# Thuispunt Gent

Een realisatie in Gent van de huisvestingsmaatschappij De Gentse Haard, gebouwd door bouwfirma Serck.

Thuispunt Gent is een woonmaatschappij in Gent met woningen in de deelgemeenten Drongen, Gent, Gentbrugge, Ledeberg, Mariakerke, Oostakker, Sint-Amandsberg en Wondelgem.
Eind 2022 kwam Thuispunt Gent tot stand uit de fusie van A.B.C., De Gentse Haard, Sociaal Verhuurkantoor Gent en WoninGent.

## Historiek
Op 5 april 1921 werd de huisvestigingsmaatschappij De Gentse Haard of Le Foyer Gantois gesticht nadat ze op 24 februari 1921 door de Nationale Maatschappij voor Goedkoope Woningen en Woonvertrekken werd erkend als vennootschap.
De huisvestingsmaatschappij werd opgericht met als doel een betere woonsituatie voor de vele Gentse arbeiders te voorzien die vooral in de textielindustrie in Gent waren tewerkgesteld. De naam van de organisatie zegt iets over het sociaal engagement van de organisatie: een gezonde huisvesting voor gezinnen.  Onder de wooneenheden bevonden zich zowel huur- als koopwoningen. 

## Beheerraad en directie
Aandeelhouders bij de stichting waren onder andere de Belgische Staat, de Provincie Oost-Vlaanderen, Stad Gent en industriëlen.

## Andere Gentse huisvestigingsmaatschappijen
- De Gentbrugse Haard: opgericht op 30 september 1922
- De Goede Werkmanswoning: gesticht op 17 maart 1923
- S.M. Volkshaard: opgericht in 1928